# Leucospermum rodolentum
Leucospermum rodolentum là một loài thực vật có hoa trong họ Quắn hoa. Loài này được Rourke miêu tả khoa học đầu tiên năm 1969.